# 지반 조사
지반 조사(地盤 調査, subsurface exploration(investigation))란 구조물을 세우기에 앞서 구조물 설계와 시공에 이용하기 위하여 지반의 공학적 특성을 파악하는 일련의 작업들을 말한다.

## 지반 조사 내용
지반 조사로 알아내고자 하는 것은 크게 네 가지이다. 첫번째는 지질구조와 지형구조를 파악하기 위해 실시하는 조사로, 토목 지질 기술자가 맡는다. 두번째는 지반의 층서를 파악하기 위한 조사가 있다. 지반의 구성, 암반층 깊이, 지하수 깊이 등을 알아내는 단계이며, 이 과정에서 시추(boring), 사운딩(sounding), 보아홀(borehole), 기타 물리 탐사법이 이용된다. 세번째는 흙의 기본 물성(비중, 입도 분포, 연경도, 함수비)을 알아내는 시험으로, 교란 시료(disturbed soil)를 통해 알아낼 수 있다. 네번째는 흙의 역학적 특성을 알아내는 시험이다. 불교란 시료(undisturbed soil)를 얻어 단위 중량, 전단 강도, 압축성, 투수성을 조사하게 된다. 또한 현장에서 원위치 시험(베인 시험, 표준 관입 시험, 콘 관입 시험, 공내 재하시험 등)을 실시하기도 하는데 이는 불교란 시료를 채취하더라도 완전히 교란을 방지할 수 없기 때문에 실시한다.

## 시추 조사
시추(Boring) 조사는 시험굴(Test Pit)을 파는 것, 오거 시추(Auger Boring), 수세식 시추(Wash Boring), 회전식 시추(Rotary Boring),  그리고 회전 수세식 시추가 있다. 일반적으로 지반 조사를 위한 시추는 기초 슬래브 단변의 2배 이상, 구조물 폭의 1.5~2.0배 깊이로 한다. 토층 단면이 변화하는 경우 중간에 보링을 하여 변화 상태가 전부 명확히 나타나도록 해야한다. 특히 기복이 심한 지형, 흙깎기, 흙쌓기 부분에서 보링을 한다. 보링 후 나온 시추공은 사용 후 흙이나 시멘트 그라우트(grout)로 메워야 한다.

### 시험굴 조사
시험굴 조사는 직접 기계나 인력을 이용해 소요 깊이까지 굴착해 내려가서 지반 조사를 하는 것으로, 직접 눈으로 볼 수 있으며 교란, 불교란 시료 채취도 할 수 있다는 장점이 있지만 굴착 깊이가 제한적이고 비용이 많이 들며, 붕괴성 지반 또는 지하수위 아래 지반에서는 흙막이가 필요하다는 단점이 있다.

### 오거 시추
오거 시추(Auger Boring)는 '오거(Auger)'라 불리는 인력식 혹은 동력 회전식 굴착 장비를 땅속에 넣고 회전시키거나 시료채취하는 시추 방법이다. 인력식 오거에는 쌍주걱식(posthole auger)과 나선형 오거(helical auger)가 있다. 동력 회전식 오거는 연속회전 오거(continuous flight auger)를 사용하는데 시추공을 굴착하는 데 가장 많이 사용한다. 연속 회전 오거는 시추공 하부에 있는 교란된 흙을 지상으로 추출할 수 있는 기능도 있다.
오거
- 인력식 오거 중 쌍주걱식 오거
- 나선형 오거
- 트랙터에 부착된 오거
- 건설 현장에서 쓰이는 오거
- 시추가 끝난 오거의 흙을 털어내는 중인 미 해군 건설공병대대 차량

### 수세식 시추
수세식 시추(Wash Boring)는 절삭 비트를 상하로 항타하면서 압력수를 굴착 로드 내로 투입하여 시추하는 방법이다. 절삭 비트 하단의 구멍을 통해 압력수가 빠져나오면서 굴착을 돕는데, 이때 물과 혼합된 굴착토는 지면으로 운반된다. 시추공이 붕괴될 우려가 있는 경우 케이싱이나 이수(泥水)를 사용한다.

### 회전식 시추
회전식 시추(Rotary Boring) 또는 회전식 굴착(Rotary drilling)은 굴착 로드 하단의 절삭 비트를 회전시키면서 시추하는 방법이다. 천공용 진흙물(drilling mud, 혹은 이수(slurry))를 굴착 로드에 계속 압력을 주어 주입하여 분사시켜서 시추공의 붕괴를 막으며, 굴착토를 지표면으로 운반한다. 천공용 진흙물은 물과 벤토나이트의 혼합물이다.

### 회전 수세식 시추
회전 수세식 시추는 회전식 시추에서 천공용 진흙물 대신 자연수를 이용하는 경우를 말한다. 대한민국에서 가장 많이 사용하는 방법이다. 회전 수세식 시추 중간중간에 표준 관입 시험(Standard Penetration Test;SPT)을 실시한다.

## 시료 채취

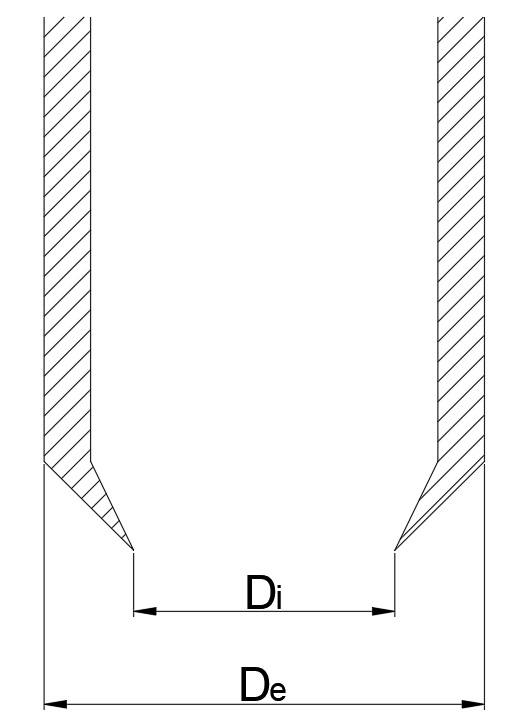
보링에 사용되는 샘플러 끝부분

실내 시험용 시료는 교란 시료(disturbed soil)와 불교란 시료(undisturbed soil)로 구분된다. 구분하는 기준은 면적비({\displaystyle A_{r}})를 이용한다. 샘플러(sampler) 끝부분의 내경을 {\displaystyle D_{i}}, 외경을 {\displaystyle D_{e}}라 할 때,
{\displaystyle A_{r}={\frac {{D_{e}}^{2}-{D_{i}}^{2}}{{D_{i}}^{2}}}\times 100(\%)}
- {\displaystyle A_{r}\leq 10\%}이면 불교란 시료
- {\displaystyle A_{r}>10\%}이면 교란 시료

면적비를 10% 이하로 할 때 불교란 시료로 보는 것은 샘플러 주위의 잉여토 혼입을 막기 위한 것이다.

### 교란 시료 채취
교란 시료(disturbed sample)란 흙입자가 원래의 배치에서 흐트러진 시료이다. 입도 분석, 비중, 액성 한계, 소성 한계, 수축 한계 등의 물리적 시험에 사용된다. 대표적으로 교란 시료를 채취하는 방법은 스플릿 스푼(split spoon)을 이용하는 것이다. 앞서 이야기했던 수세식 혹은 회전 수세식 시추가 완료되면, 굴착 로드를 다시 지표면까지 끌어올려 굴착 로드 하단에 스플릿 스푼을 연결하고 다시 시추공에 삽입한다. 해머로 굴착 로드 상부를 타격하여 스플릿 스푼을 지반에 관입, 교란 시료를 채취할 수 있다. 이 과정에서 해머 타격 횟수를 측정하는 표준 관입 시험과 시료 채취가 동시에 이루어진다. 교란된 흙은 압축 강도, 전단 강도가 작기 때문에 전단 강도 시험에는 이용할 수 없다. 소성이 낮은 흙일수록 교란의 효과가 작다.

### 불교란 시료 채취
불교란 시료(비교란 시료, undisturbed sample)란 흙입자가 원래 배치 그대로 있는 시료이다. 단위 중량, 투수성, 압축성, 전단 강도, 압밀 시험 등 흙의 조직에 의해 지배되는 역학적 특성을 추정하는 데 사용된다. 불교란 시료 채취에는 얇은 관 튜브(thin-walled tube, 혹은 쉘비 튜브(Shelby tube))를 주로 사용한다. 이 튜브를 압입하여 점토층에 관입시켜 시료를 채취한다. 채취된 시료는 끓은 파라핀을 이용해 끝부분이 밀봉된 후 실험실로 운반된다.

## 원위치 시험
현장에서 지반의 상태를 조사하는 것을 원위치 시험(In-situ Test)이라고 한다. 원위치 시험에는 표준 관입 시험, 베인 전단 시험, 콘 관입 시험, 프레셔미터 시험이 있다.

### 표준 관입 시험
표준 관입 시험이란 63.5kg의 해머를 75cm에서 낙하시켜 시료 채취기인 스플리트 스푼(split spoon)을 지반에 관입시킴으로써 N치를 구하는 실험을 말한다. 처음 15cm는 교란의 영향을 없애기 위해 실시하고, 15cm 관입이 끝나면 30cm 관입되는 데 필요한 해머 타격횟수를 측정한다. 이 값을 N치라고 하며 여러 가지 지반 정수를 추정하는 데 이용한다.

## 같이 보기
- 지반공학
- 토목지질학
- 토질역학
- 토양분석

## 참고 문헌
- 임진근 외, <토목기사 과년도 - 토질 및 기초>(2015), 성안당
- 이인모 (2015). 《기초공학의 원리》 1판. 씨아이알. ISBN 979-11-5610-063-8.
- 권호진; 김동수; 박준범; 정성교 (2015). 《기초공학》 2판. 구미서관. ISBN 978-89-8225-5854.